# Pogostemoneae
Tribu
Les Pogostemoneae sont une tribu de plantes à fleurs de la famille des Lamiacées (sous-famille des Lamioideae).
Le genre type de la tribu est Pogostemon Desf.

## Liste des genres
Achyrospermum – Anisomeles – Colebrookea – Comanthosphace – Craniotome – Eurysolen – Holocheila – Leucosceptrum – Microtoena – Paralamium – Pogostemon – Rostrinucula

## Publication originale
- (de) Briquet J.I., 1895. Verbenaceae. pp 132–182 in Engler, A. & Prantl, K. (eds.), Die natürlichen Pflanzenfamilien 4. Teil, Abteilung 3a. Wilhelm Engelmann, Leipzig. Pages 208 / 326.